# Episodi di Law & Order: Criminal Intent (seconda stagione)
La seconda stagione della serie televisiva Law & Order: Criminal Intent, composta da 23 episodi, è stata trasmessa in prima visione negli USA dal 29 settembre 2002 al 18 maggio 2003 su NBC. Invece in Italia viene trasmessa in prima visione su Rete 4 dal 21 febbraio 2004 al 12 febbraio 2005 (in cui l'episodio Polvere di morte viene trasmesso insieme all'episodio della prima stagione La sindrome di Stoccolma).
| nº | Titolo originale     | Titolo italiano         | Prima TV USA      | Prima TV Italia  |
| -- | -------------------- | ----------------------- | ----------------- | ---------------- |
| 1  | Dead                 | Gli imbalsamatori       | 29 settembre 2002 | 21 febbraio 2004 |
| 2  | Bright Boy           | Piccolo genio           | 6 ottobre 2002    | 21 febbraio 2004 |
| 3  | Anti-Thesis          | Anti-tesi               | 13 ottobre 2002   | 28 febbraio 2004 |
| 4  | Best Defense         | Il fuoco dell'invidia   | 20 ottobre 2002   | 28 febbraio 2004 |
| 5  | Chinoiserie          | Cineserie               | 27 ottobre 2002   | 13 marzo 2004    |
| 6  | Malignant            | La pecorella smarrita   | 3 novembre 2002   | 13 marzo 2004    |
| 7  | Tomorrow             | L'ombra del domani      | 10 novembre 2002  | 20 marzo 2004    |
| 8  | The Pilgrim          | Il pellegrino           | 17 novembre 2002  | 20 marzo 2004    |
| 9  | Shandeh              | Falsi valori            | 1º dicembre 2002  | 27 marzo 2004    |
| 10 | Con-Text             | I conti non tornano     | 5 gennaio 2003    | 27 marzo 2004    |
| 11 | Baggage              | Bagagli                 | 12 gennaio 2003   | 3 aprile 2004    |
| 12 | Suite Sorrow         | L'hotel della discordia | 2 febbraio 2003   | 3 aprile 2004    |
| 13 | See Me               | Labirinti mentali       | 9 febbraio 2003   | 8 gennaio 2005   |
| 14 | Probability          | Il genio criminale      | 16 febbraio 2003  | 8 gennaio 2005   |
| 15 | Monster              | Chi è il mostro?        | 2 marzo 2003      | 15 gennaio 2005  |
| 16 | Cuba Libre           | Libertà a Cuba          | 9 marzo 2003      | 15 gennaio 2005  |
| 17 | Cold Comfort         | Potenza e onnipotenza   | 30 marzo 2003     | 22 gennaio 2005  |
| 18 | Legion               | Il ladro di biciclette  | 6 aprile 2003     | 22 gennaio 2005  |
| 19 | Cherry Red           | Un padre ingombrante    | 27 aprile 2003    | 29 gennaio 2005  |
| 20 | Blink                | Senza paura             | 4 maggio 2003     | 29 gennaio 2005  |
| 21 | Graansha             | L'onore della famiglia  | 11 maggio 2003    | 5 febbraio 2005  |
| 22 | Zoonotic             | Infezione d'amore       | 18 maggio 2003    | 5 febbraio 2005  |
| 23 | A Person of Interest | Polvere di morte        | 18 maggio 2003    | 12 febbraio 2005 |

## Gli imbalsamatori
- Titolo originale: Dead
- Diretto da: Darnell Martin
- Scritto da: René Balcer (soggetto e sceneggiatura) e Stephanie Sengupta (sceneggiatura)

### Trama
Goren ed Eames indagano sull'omicidio del proprietario di un'agenzia di pompe funebri conducendo a un'indagine su una truffa colossale, messa in atto da uno dei suoi dipendenti: quest'ultimo seppellisce i corpi in una proprietà vicino al forno crematorio invece di cremarli. I detective sospettano che dietro tutti questi crimini ci sia un padre di famiglia, che non è altro che il sicario dei Masucci, infatti si era servito del DNA delle salme e lo aveva sparso sui luoghi dei delitti dei quali si è reso responsabile, per sviare le indagini della Polizia. 
- Altri interpreti: Jay O. Sanders (Harry Rowan), Patrick Garner (Doug Hagman).
- Questo episodio è ispirato al Crematorio ai Tre Stati, caso in cui sono scomparsi 300 corpi che erano stati consegnati al forno crematorio.
- L'attore che interpreta l'assassino di turno Jay O. Sanders ritornerà nell'ultima stagione della serie nel ruolo del capitano Joseph Hannah.

## Piccolo genio
- Titolo originale: Bright Boy
- Diretto da: Frank Prinzi
- Scritto da: René Balcer (soggetto) e Marlane Gomard Meyer (soggetto e sceneggiatura)

### Trama
Goren ed Eames indagano sul duplice omicidio di un vicesindaco e di un'assistente sociale, i detective pensano a un delitto collegato ad alcune valutazioni in cui l'assistente sociale stava per emettere in merito ad alcuni studenti all'università, tra cui un piccolo genio, che farebbe di tutto per avere una vita normale, mentendo al padre e riferendogli che la donna stava per emettere un giudizio negativo su di lui.
- Altri interpreti: Tim Guinee (David Bishop), Liam Aiken (Robbie Bishop), John Hillner (Bill Webster), Phoebe Jonas (Kim Stevens).
- Questo episodio è ispirato al caso di Justin Chapman, un genio in cui sua madre Elizabeth ha fabbricato i risultati dei test e gli ha fatto studiare un libretto del test del QI prima di sostenere l'esame. Ciò ha portato al QI più alto del mondo. Justin era la persona più giovane che avesse mai frequentato un corso di for-credit presso l'università di Rochester. I suoi nonni volevano la custodia completa su di lui, ma Elizabeth ha ottenuto la custodia definitiva del figlio.
- In questo episodio viene citato l'ipotesi di Riemann; uno dei più importanti problemi irrisolti di matematica, che è stata una questione aperta per quasi 150 anni, nonostante lo sforzo di molti stimati matematici.

## Anti-tesi
- Titolo originale: Anti-Thesis
- Diretto da: Adam Bernstein
- Scritto da: René Balcer (soggetto), Eric Overmyer (soggetto e sceneggiatura) e Dick Wolf (soggetto)

### Trama
Goren ed Eames indagano sull'omicidio di un rettore e della sua segretaria, sospettando di numerose persone tra cui: un insegnante di colore, uno studente e un'altra insegnante. Ma quando uno degli studenti sospettati dell'omicidio viene trovato morto per una reazione allergica, Goren sospetta proprio di un'insegnante, ma scopre che in realtà questa è una truffatrice australiana che ha preso il posto della vera insegnante, uccidendola qualche anno prima per ottenere la cittadinanza americana. La donna, però, fa perdere le proprie tracce prima che Goren ed Eames la inchiodino. 
- Altri interpreti: Olivia d'Abo (Nicole Wallace/Elisabeth Hitchens), Linda Emond (Christine Fellowes), Philip Bosco (Winthrop).
- Questo episodio segna la prima apparizione dell'attrice Olivia d'Abo, interprete della nemesi di Goren, Nicole Wallace.
- In questo episodio apprendiamo che Goren è nato il 20 agosto 1961 e il suo numero di previdenza sociale è 845-67-3906, visita sua madre una volta alla settimana e le parla ogni giorno, ma apprendiamo che la loro relazione è piuttosto problematica.
- Questo episodio è ispirato al caso di Charles Sobraj, un serial killer francese di origine vietnamita e indiana che tra il 1963 e il 1997 uccide più di 12 persone in giro di paesi occidentali e viene condannato all'ergastolo in Nepal. Anche Nicole Wallace predicava i turisti e fu imprigionata in Thailandia insieme al suo fidanzato. Come Sobraj, Wallace ha apprezzato l'attenzione speciale che ha ricevuto i suoi crimini.
- Il giornale studentesco universitario della Harward University Harward Crimson, suggerì che nell'ottobre 2002 che la premessa dell'episodio fu sollevata dal bisticcio della vita reale pubblicizzato a livello nazionale tra il presidente dell'HU Lawrence Summers e il professore di studi afroamericani Cornel West. Nella vita reale, West indossa un taglio di capelli afro e pizzetto, insegna studi americani, ed è stato criticato dal presidente della HU per aver pubblicato un album di musica rap. Come in Occidente, il professore immaginario Roland Sanders della storia indossa un taglio di capelli afro e il pizzetto, insegna studi immaginari, viene criticato dalla vittima dell'episodio per aver pubblicato un album rap.
- Sanders è il nome della più grande sala conferenze del campus di Harward, mentre Winthop è un nome della famiglia tradizionale di Boston con i legami molto lunghi con il campus di Harward. Infatti la vittima dell'episodio cita una linea di dialogo quasi identica a una frase attribuita a Sanders. Secondo il professore, la frase riflette il razzismo contro le critiche della parola.
- In questo episodio Nicole Wallace fa un riferimento ai dingo in Australia. Dopo la scomparsa di Azaria Chamberlain negli anni' 80, la storia dei dingo che portavano via i bambini divenne una leggenda metropolitana.
- L'attore Philip Bosco è meglio conosciuto nel suo ruolo del giudice Joseph P. Tehrune nella serie Law & Order - Unità vittime speciali.
- Il nome Mark Bayley potrebbe essere un gioco di parole. Tra i truffatori, un marchio è il bersaglio di una truffa, mentre nel gergo britannico, un Bailey è un costume da bagno e anche un marchio, nel senso che copriva le azioni di Nicole, permettendole di nuotare lontano.

## Il fuoco dell'invidia
- Titolo originale: Best Defense
- Diretto da: Gloria Muzio
- Scritto da: René Balcer (soggetto), Elizabeth M. Cosin (soggetto e sceneggiatura)

### Trama
Goren ed Eames indagano su un attentato in cui è coinvolto un assistente del procuratore distrettuale, nonché amico di Carver, i sospetti dei detective portano alla moglie che potrebbe aver convinto un detenuto rinchiuso a Rikers ad organizzare un attentato in cambio dei suoi servizi come legale. In seguito Goren ed Eames cominciano a sospettare proprio dell'uomo, che potrebbe aver organizzato questa messinscena per liberarsi della moglie, colpevole di averlo umiliato in aula due anni prima in un dibattito di un caso di secondaria importanza.
- Altri interpreti: David Marshall Grant (Peter Bonham), John Boyle (Bill Stanton), T. Scott Cunningham (Jerry Selwyn), Susan Floyd ( Linda Bonham).

## Cineserie
- Titolo originale: Chinoiserie
- Diretto da: David Platt
- Scritto da: René Balcer (soggetto e sceneggiatura), B. Mason (sceneggiatura)

### Trama
Goren ed Eames indagano sull'omicidio di una donna cinese avvenuto davanti ai figli, portando ad indagare su un traffico di opere d'arte cinesi, sospettando di un uomo che la vittima aveva riconosciuto come un soldato di Piazza Tiananmmen, però lui e il suo socio sono in affari con una collezionista senza scrupoli. Goren è convinto che la collezionista abbia fatto uccidere la donna per evitare di danneggiare gli affari.
- Altri interpreti: Peter Frechette (Stuart Gaston), Stephen Sable (Pang Ghiangjji), Kim Chan (sig. Hsu), Elizabeth Wilson (Lucille Mobrey), Nancy Wu (Xiang Li Mei).
- Il nome originale dell'episodio Chinoiserie è un termine francese che si riferisce a un tema ricorrente negli stili artistici europei del diciassettesimo secolo, che riflettono le influenze artistiche cinesi.
- Questo episodio è ispirato alle proteste durante il massacro della Piazza Tiananmmen del 1989.
- Questa è la prima apparizione dell'attore Harwey Atkin nel ruolo del giudice Alan Ridenour in questa serie, apparirà nuovamente prima di diventare il personaggio ricorrente di Law & Order - Unità vittime speciali nell'episodio Diritti violati.
- L'attore Peter Frechette è apparso in diversi ruoli nella serie madre.

## La pecorella smarrita
- Titolo originale: Malignant
- Diretto da: Frank Prinzi e Juan José Campanella
- Scritto da: René Balcer (soggetto e sceneggiatura) e Michael S. Chernuchin (soggetto)

### Trama
Goren e Eames indagano su una rapina di un furgone addetto alla consegna dei medicinali che si è conclusa con l'omicidio di un autista e del suo dipendente, oltre ad individuare i responsabili del furto, scoprono che qualcuno abbia falsificato dei medicinali per curare il cancro, allungando con l'acqua i contenuti dei flaconi delle medicine e rendendole del tutto inefficaci, al fine di specularci sopra. Quindi si sospetta del farmacista che avrebbe manomesso i flaconi e avrebbe venduto le medicine per un importo superiore a quanto effettivamente ordinato.
- Altri interpreti: Stephen Tobolovsky (Jim Halliwell), Jonathan Hogan (Norman Mills), Richard Bright (Frank Lowell), Paul Wesley (Luke Miller).
- Questo episodio è ispirato al caso di Robert Courtney, un farmacista che si è dichiarato colpevole di aver falsificato diverse dosi di farmaci per curare il cancro e condannato a 20 anni di reclusione in una prigione federale.
- Il nome dell'episodio originale Malignant è un termine medico usato per descrivere una malattia grave e peggiorante, è anche più familiare come descrizione del cancro.

## L'ombra del domani
- Titolo originale: Tomorrow
- Diretto da: Don Scardino
- Scritto da: René Balcer (soggetto) e Stephanie Sengupta (soggetto e sceneggiatura)

### Trama
Goren e Eames indagano sulla scomparsa del figlio di un importante uomo d'affari e sul duplice omicidio della sorella e dell'amico del ragazzo scomparso. I sospetti cadono prima sulla seconda moglie dell'uomo d'affari, e poi sulle due tate. Le due ragazze, pur avendo cognomi diversi, sono in realtà sorelle e vivono la loro esistenza basandosi sui fatti di una soap opera.
- Altri interpreti: Tammy Blanchard (Sarah Eldon), Merritt Wever (Hannah Price), Frank Converse (Bill Davenport), Sig Libowitz (Stan Shatenstein), Noelle Beck (Tina Davenport), Jason Pendergraft (Rick Davenport), Emma Lesser (Lucy Davenport).
- L'attrice Tammy Blanchard prima di apparire nell'episodio, era apparsa nell'episodio di Law & Order - Unità vittime speciali Compagni di scuola e appare anche nell'episodio della serie madre Legami affettivi.
- Questo episodio è ispirato al caso di Christine e Lèa Papin, due sorelle francesi che hanno ucciso la moglie e la figlia del loro datore di lavoro a Le Mans, in Francia.

## Il pellegrino
- Titolo originale: The Pilgrim
- Diretto da: Darnell Martin
- Scritto da: René Balcer (soggetto) e Marlane Gomard Meyer (soggetto e sceneggiatura)

### Trama
Goren ed Eames indagano sulla scomparsa di una donna, che era stata appena lasciata dal suo ragazzo marocchino che era a New York per motivi di studio. I detective scoprono che l'uomo aveva ritirato in dogana una cassa piena di esplosivo, e temono che stia preparando un attentato. Ma, quando il suo complice rivela il luogo dove è stato trasportato il cadavere della ragazza, Goren ed Eames scoprono che l'attentatore vuole farsi esplodere durante una parata di reduci della missione Desert Storm: Goren riesce a fermarlo in tempo e il criminale viene ucciso da un cecchino.
- Altri interpreti: Rider Strong (Ethan Edwards), John Bolger (O'Dell), Manny Perez (Jorge Galvez), Sam Coppola (Neal Dornan), Adrianne Frost (Leslie Dornan).
- In questo episodio apprendiamo che la madre di Goren era una bibliotecaria e che lui è una delle sei persone che legge della rivista Smithsonian Magazine. Ha anche letto il Corano per impressionare una ragazza.

## Falsi valori
- Titolo originale: Shandeh
- Diretto da: Steve Shill
- Scritto da: René Balcer

### Trama
Goren ed Eames indagano sull'omicidio della moglie di un titolare di una ditta di distribuzioni alimentari, ma evidenziano alcune difficoltà che la coppia stava attraversando negli ultimi tempi a causa di una relazione extraconiugale tra il marito e un'ex spogliarellista tossicodipendente. In tutta questa faccenda c'è di mezzo anche la madre dell'uomo, una donna d'affari molto capace e ligia alle regole ebraiche. Però un sicario confessa di essere stato pagato dalla donna per uccidere la nuora, per evitare che la verità venisse a galla.
- Altri interpreti: Linda Lavin (Ursula Sussman), Ned Eisenberg (Danny Sussman), Peter Appel (Louis Bernoff), KaDee Strickland (Sandy Tortomassi), Patricia Dunnock (Kelly Sussman).
- Il titolo originale dell'episodio Shandeh è una parola yiddish che significa disonore.

## I conti non tornano
- Titolo originale: Con-Text
- Diretto da: Alex Zakrzewski
- Scritto da: René Balcer (soggetto) e Gerry Conway (soggetto e sceneggiatura)

### Trama
Goren ed Eames indagano sull'omicidio di un noto criminale irlandese e di suo figlio avvenuti in una casa abbandonata. I detective sospettano del figlio minore della vittima, responsabile di un furto dei soldi, che il padre teneva al sicuro per le scommesse clandestine. Il sospettato confessa subito e i sospetti di Goren ed Eames si concentrano su un sodalizio criminale, del quale il ragazzo ha fatto parte, e pensano che sia stato il capo del sodalizio criminale a spingere il giovane a uccidere il padre e il fratello.
- Altri interpreti: Karen Black (Vera Morgan), Sean Dugan (Doug Morgan), John Benjamin Hickey (Randall Fuller), Graeme Malcolm ( Mickey Connelly).
- Questo episodio è ispirato al caso di Lisa McPherson, un membro della Scientology Church morta di disidratazione mentre era sotto custodia della Flag Service Organization. Poco dopo, la procura incrimina l'organizzazione per omicidio colposo, accuse che in seguito sono state ritirate.
- In questo episodio Goren colpisce per errore Eames, colpendo uno degli occhi del cadavere.
- L'attrice Karen Black che interpreta la madre di un sospettato di omicidio, è una ricercatrice di lunga data.
- L'attore Sean Dugan era apparso nell'episodio di Law & Order - Unità vittime speciali La confessione.

## Bagagli
- Titolo originale: Baggage
- Diretto da: Constantine Makris
- Scritto da: Theresa Rebeck (soggetto e sceneggiatura) e René Balcer (soggetto)

### Trama
Goren e Eames indagano sull'omicidio di un supervisore degli addetti al settore bagagli di una linea aerea, e scoprono che la vittima voleva denunciare i suoi colleghi per averla molestata sul posto di lavoro. L'indagine coinvolge anche l'FBI nel momento in cui si fa strada l'ipotesi che la vittima avesse scoperto una serie di furti di carte di credito. I sospetti di Goren e Eames cadono sul capo della vittima, un uomo mediocre che tenta di fare un dongiovanni con delle donne benestanti ed è coinvolto in affari con la mafia russa.
- Altri interpreti: Lee Tergesen (Keith Ramsey), Danny Johnson (Walter Tate), EJ Carroll (Desmond McCarty), Colleen Clinton (Jenny Sullivan).
- Questo episodio è ispirato al caso irrisolto di Susan Taraskiewitz, trovata morta il 16 settembre 1992 nel suo bagagliaio della sua auto fuori dall'officina di Revere, nel Massachusetts. L'indagine si rivelò un fallimento perché era coinvolto anche l'FBI dichiarando che l'omicidio era stato commesso da due o tre persone, e si concentrò sui lavoratori della Northwest Airlines che avevano molestato sessualmente e minacciando fisicamente la vittima. Gli stessi operai erano sospettati anche in un furto di carte di credito e, prima dell'omicidio, almeno uno di loro aveva detto che la Taraskiewitz era pericolosa.
- L'attore Lee Tergesen appare nella prima volta nella serie interpretando l'assassino di turno, torna nella serie interpretando l'amico reporter del detective Mike Logan nell'episodio Complotto. L'attore è apparso anche nella serie madre per due volte, e una volta nello spin-off Law & Order - Unità vittime speciali interpretando l'assassino predicatore.
- Il titolo dell'episodio Bagagli è un riferimento al lavoro che stava svolgendo la vittima in qualità di supervisore del bagaglio aereo.

## L'hotel della discordia
- Titolo originale: Suite Sorrow
- Diretto da: Jean de Segonzac
- Scritto da: René Balcer (soggetto) e Warren Leight (soggetto e sceneggiatura)

### Trama
Goren ed Eames indagano sull'omicidio della proprietaria di un albergo di lusso del centro della città, sospettando della figlia, ma le indagini rivelano un intrigo ordito dal marito della vittima (che avrebbe coinvolto nel piano anche il suo futuro genero per manipolare la figlia) per prendere l'albergo e venderlo a una catena di hotel. Goren ed Eames, dopo aver ottenuto una piena confessione, vogliono l'aiuto della figlia della vittima per incastrare il padre, ma quest'ultima furente lo uccide.
- Altri interpreti: James A. Baffico (Derwit Cooper), Michael Hayden (Kenneth Rayfield), Hal Linden (signor Turner), Amy Ryan (Julie Turner).

## Labirinti mentali
- Titolo originale: See Me
- Diretto da: Steve Shill
- Scritto da: René Balcer (soggetto) e Jim Sterling (soggetto e sceneggiatura)

### Trama
Goren ed Eames indagano sull'omicidio di uno psichiatra e sospettano che l'omicidio sia collegato ad una clinica per schizofrenici, nella quale era stata messa in piedi una truffa da alcuni gestori, i quali hanno sempre gonfiato le spese sostenute al fine di ottenere un contributo. Però i sospetti cadono sull'oculista della casa di cura, il quale, convinto di poter curare la schizofrenia attraverso una procedura operatoria agli occhi, ha usato i pazienti della clinica per condurre i suoi tentativi. Goren crede che sia stato proprio il medico ad uccidere il suo amico psichiatra perché aveva scoperto la sua malattia.
- Altri interpreti: Heather Aldridge (Marilyn Reese), Victor Argo (Sig. Garcia), Carolyn Baeumler (Jennifer Alspach), David W. Butler ( Steven Emerson), Jack Gilpin (Michael Roland).
- In questo episodio si viene a sapere che la madre di Goren cominciò a soffrire di schizofrenia all'età di 32 anni.
- L'oftalmologia è un tipo di malattia che si occupa delle malattie e della chirurgia dei percorsi visivi, inclusi le parti dell'occhio. Per convenzione il termine oftalmologo è più ristretto e implica uno specialista chirurgo con formazione medica. Poiché gli oftalmologi eseguono le operazioni sugli occhi, sono generalmente classificati come chirurghi.

## Il genio criminale
- Titolo originale: Probability
- Diretto da: Frank Prinzi
- Scritto da: René Balcer (soggetto) e Gerry Conway (soggetto e sceneggiatura)

### Trama
Goren ed Eames indagano su una serie di morti sospette di alcuni senzatetto, i sospetti cadono su un truffatore che aveva stipulato false assicurazioni sulla vita per poter riscuotere un milione di dollari per ogni decesso. Quando quest'ultimo viene trovato morto, i sospetti si concentrano su un impiegato delle assicurazioni che in un primo tempo li aveva aiutati.
- Altri interpreti: Mark-Linn Baker (Wally Stevens), Matthew Arkin (Ben Gergis), Ken Cheeseman (Leo Gergis), Isabel Glasser (Elaine Gergis), Lance Reddick (Jack Bernard).
- Il titolo dell'episodio Il genio criminale è un riferimento al tema attuariale dell'episodio. La mente avrebbe selezionato modo e luogo degli omicidi, nonché altri dettagli su di loro, in uno schema apparentemente casuale. Tuttavia, Goren è pronto a notare che il pattern è troppo casuale, e quando indaga ulteriormente scopre che la mente, che ha la sindrome di Asperger, è ossessionata da gruppi di 5 in una configurazione specifica. Goren trova un modello nascosto nell'ordine nel tempo e nella posizione degli omicidi, risolvendo così il caso.
- Wally Stevens, il nome del personaggio è stato preso da Wallace Stevens, il poeta vincitore del Premio Pulitzer che ha anche lavorato come vice presidente di The Hartford Accident and Indemmity Company. L'Hartford è una società Fortune 100 e una delle più grandi compagnie d'investimento e assicurative d'America.
- Mark-Linn Baker apparirà nella serie nell'episodio Fine del gioco interpretando lo stesso personaggio.

## Chi è il mostro?
- Titolo originale: Monster
- Diretto da: Joyce Chopra
- Scritto da: Renè Balcer (soggetto) e Marlane Gomard Meyer (soggetto e sceneggiatura)

### Trama
Goren ed Eames indagano sull'omicidio della madre di un uomo, uscito di prigione dopo aver scontato 15 anni per l'omicidio di una ragazza. I detective sospettano proprio del figlio, ma scoprono che ad occuparsi del caso di 15 anni prima era stato un detective della Omicidi che adesso è diventato un detective della DEA. Durante un sopralluogo sulla scena del crimine, Goren crede che il poliziotto sia il colpevole del delitto.
- Altri interpreti: Adam Storke (Mark Dietrich), Christine Jones (Laura Dietrich), Mike Starr (Ted Marston).
- Questo episodio è ispirato a due casi realmente avvenuti: il primo è sul caso Robert Chambers, che nel 1986 uccise Jennifer Levin, quindi si dichiarò colpevole di omicidio colposo di secondo grado. Anche l'episodio della serie madre Una complessa personalità è ispirato a questo caso e per questo Dick Wolf creò nel 1999 il primo spin-off chiamato Law & Order - Unità vittime speciali trasmesso due anni prima della serie sorella. Invece il secondo è sul caso irrisolto del 1989 di Trisha Meili.
- Il titolo originale dell'episodio Monster c'è anche nell'ottava stagione della serie madre Il mostro.

## Libertà a Cuba
- Titolo originale: Cuba Libre
- Diretto da: Darnell Martin
- Scritto da: René Balcer (soggetto) e Warren Leight (soggetto e sceneggiatura)

### Trama
Goren ed Eames indagano sull'omicidio della moglie di un truffatore uscito di prigione poche ore prima, e qualche giorno dopo il suo avvocato viene ucciso. Goren ed Eames credono che l'uomo abbia incaricato qualcuno per uccidere le persone che gli erano care, tra cui suo figlio. Dopo che i detective hanno impedito un terzo omicidio e arrestato il truffatore, quest'ultimo fa un patto con il suo ex compagno di cella, il quale vuole evadere durante il trasferimento. Goren ed Eames fanno leva sul compagno di cella del truffatore, facendogli credere che lo abbia scaricato.
- Altri interpreti: Clifton Powell (Dempsey Powers), Peter Marx (Milt Winters, Jr), Sean Nelson (Taye Powers), Loreni Delgado (Gloria Escobar), Joel Grey (Milton Winters).
- In quest'episodio apprendiamo che Eames ha il padre che fa il poliziotto che lavora nel 40º Distretto. E nell'episodio Il mio buon nome apprendiamo che lavora nel 91º Distretto.
- Quest'episodio è ispirato al caso di Larry Davis che uccise 6 persone nel 1986 tra cui 4 spacciatori e due poliziotti.

## Potenza e onnipotenza
- Titolo originale: Cold Comfort
- Diretto da: Constantine Makris
- Scritto da: René Balcer (soggetto) e Stephanie Sengupta (soggetto e sceneggiatura)

### Trama
Goren ed Eames indagano sull'omicidio della figlia di un ex senatore appena deceduto, e scoprono che la vittima voleva far ibernare la salma del padre. I detective scoprono che qualcuno ha estratto il cervello del senatore, così Goren crede che un uomo affetto da Alzheimer, la stessa malattia di cui il senatore soffriva ma dalla quale era misteriosamente guarito, abbia preso il cervello del senatore nella speranza di trovare una cura.
- Altri interpreti: Jay Goede (Nicolas Durning), William Langan (Randolph Kittridge), Maureen Mueller (Eloise Kittridge), Tim Ramsom (Jack Kittridge), Josef Sommer (Spencer Durning).
- Questo episodio è ispirato ad un caso di polemica che riguarda Ted Williams che voleva essere cremato o congelato dopo la sua morte.
- Il titolo originale dell'episodio Cold Comfort si riferisce alla vittima di turno, voleva che lei e suo padre venissero inseriti dopo la loro morte.

## Il ladro di biciclette
- Titolo originale: Legion
- Diretto da: Steve Shill e Frank Prinzi
- Scritto da: Theresa Rebeck e René Balcer

### Trama
Goren ed Eames indagano sul duplice omicidio di un adolescente e di suo padre, collegandolo alle sparizioni di alcune biciclette. I detective pensano che un cubano, proprietario di uno studio di registrazione, addestri degli adolescenti a compiere furti di biciclette.
- Altri interpreti: Tawny Cypress (Louisa Iberra), Adrian Davilla (Sami Iberra), Catrina Ganey (Maxine Dupuis), Andres Munar (Frankie Marino), Marcos Muniz (Enrique Iberra), Paul Calderón (Jojo Rios).
- Il titolo originale dell'episodio Legion si riferisce al gruppo di persone riunite al capobanda e assassino di turno.
- Ci sono tre scene cancellate in questo episodio: la prima era una scena alternativa che riguarda Louisa Ibarra che, dopo aver appreso la morte del marito e del figlio, si suicida. La seconda tratta di Sami Ibarra che cerca di evitare di essere ucciso dal fratello, ma viene ucciso dagli amici di Frankie. L’ultima riguarda Bennie Ibarra, picchiato e ucciso dopo aver venduto al capo Jojo Rios.
- L'attore Paul Calderón oltre a questo episodio della serie, è apparsa anche in altri episodi del franchise.

## Un padre ingombrante
- Titolo originale: Cherry Red
- Diretto da: Frank Prinzi
- Scritto da: René Balcer (soggetto), Jim Sterling (soggetto e sceneggiatura)

### Trama
Goren e Eames indagano sull'omicidio di una ragazza che si prendeva cura di un'anziana, morta in circostanze misteriose. I detective sospettano di un funzionario del municipio, che avrebbe ucciso l'anziana per impossessarsi della ricca eredità. Goren crede che il padre del sospettato abbia ucciso la ragazza per metterla a tacere una volta per tutte.
- Altri interpreti: Martha Madison (Susan Watkins), Dennis Christopher (Roger Coffman), Freddy Bastone (Craig Batchelder), Paul Dooley(Stan Coffman), Liz Morton (Kate Finoff).
- È la terza volta che Paul Dooley e Dennis Christopher lavorano insieme interpretando padre e figlio. La prima volta è stata nel film Un matrimonio del 1978 mentre la seconda nel film All American Boys dell'anno successivo.

## Senza paura
- Titolo originale: Blink
- Diretto da: Don Scardino
- Scritto da: René Balcer (soggetto) e Gerry Conway (soggetto e sceneggiatura)

### Trama
Goren e Eames indagano sull'omicidio di una studentessa di matematica, che insieme ai suoi colleghi, aveva creato un programma matematico per le scommesse sui cavalli. Goren crede che qualcuno si è servito del programma per truccare alcune scommesse, mettendosi nei guai da una banda di alcuni israeliani.
- Altri interpreti: Ian Kahn (Ken Harris), Olivia Swan (Penelope Chai).

## L'onore della famiglia
- Titolo originale: Graansha
- Diretto da: Darnell Martin
- Scritto da: René Balcer (soggetto) e Joe Gannon (soggetto e sceneggiatura)

### Trama
Goren e Eames indagano sull'omicidio di una sorvegliante dei minori, e i sospetti cadono su un professore universitario che aveva una relazione con la vittima, ma dimostrano che il professore stava scrivendo un libro su una famiglia irlandese a cui apparteneva la vittima. Goren crede che il capo famiglia abbia ucciso la sorvegliante perché voleva impedire un matrimonio combinato.
- Altri interpreti: Tom Noonan (Malcolm Bryce), Sally Murphy (Lane Devlin), William Sadler (Kyle Devlin), Angela Reed (Ann Devlin Lawson).
- Questa è la prima apparizione del franchise per William Sadler e anche per Tom Noonan.
- I clan irlandesi nello spettacolo parlano di Shelta, una lingua nomade irlandese derivata dal gaelico irlandese, dall'inglese e da altre lingue. Il nome Graansha significa estranei nella lingua Shelta.
- L'episodio appare anche una certa Lyric Benson, che dopo quell'episodio venne assassinata dal suo ex fidanzato.

## Infezione d'amore
- Titolo originale: Zoonotic
- Diretto da: Don Scardino
- Scritto da: René Balcer (soggetto) e Warren Leight (soggetto e sceneggiatura)

### Trama
Goren e Eames indagano sull'omicidio di un poliziotto sotto copertura, avvenuto in una stazione della metropolitana. I detective scoprono che l'uomo stava indagando su alcune frodi assicurative perpetrate da un medico. Durante una perquisizione, i detective trovano nell'abitazione del medico decine di fiale contenenti ogni tipo di virus animale: Goren sospetta che il medico e il suo collega chirurgo veterinario abbiano infettato per vendetta due donne che si erano ribellate ad un gioco erotico e ipotizza che questa sia la traccia che il poliziotto ucciso stava seguendo. Si scoprirà alla fine che il medico faceva tutto questo con il suo compare veterinario seducendo le donne che poi drogava per costringerle ad andare a letto col suo complice mentre lui, presumibilmente impotente, si godeva la scena in un angolo. Se le vittime si fossero ribellate, i due le avrebbero infettate con dei virus animali. Il comportamento del medico assumeva le caratteristiche di una vendetta verso la propria madre che lo aveva costretto da bambino a comportarsi da figlio perfetto, cosa che lui detestava perché voleva una vita più semplice. Dopo che era diventato adulto, non potendo vendicarsi di sua madre, si vendicava sulle ragazze che seduceva usando i comportamenti che la madre gli aveva insegnato per poi umiliarle in quella maniera crudele e sadica solo per puro sadismo psicologico. Quando il poliziotto aveva scoperto i suoi crimini, aveva provato a ricattarlo per estorcegli denaro per portare la famiglia in Florida e il medico, non volendo cedere al ricatto, ingaggia il proprio complice come sicario per liberarsi del suo ricattatore. Con un gioco d'astuzia Goren e Eames li mettono l'uno contro l'altro inducendoli a confessare i reati da loro commessi.
- Altri interpreti: James Urbaniak (Roger Stern), Laura Regan (Tish Van Der Wahl), Carrie Preston (Megan Colby), Todd Stashwish (Scott Borman), Peter Rini (Billy 'Buzz' Davis).
- In origine, il ruolo del dottor Roger Stern era di Andrew McCarty, ma rinunciò e venne sostituito da James Urbaniak.
- Nel finale dell'episodio apprendiamo che mancano due grammi di antrace, che condurranno all'episodio successivo.

## Polvere di morte
- Titolo originale: A Person of Interest
- Diretto da: Frank Prinzi
- Scritto da: René Balcer (soggetto e sceneggiatura) e Warren Leight (soggetto)

### Trama
Goren ed Eames indagano sull'omicidio di un'ex infermiera dell'aeronautica, e scoprono che la vittima possedeva alcune dosi di antrace usate anche da un medico che è coinvolto in un giro di spaccio di antrace. I detective sospettano proprio del medico, prima che quest'ultimo si suicidi. Qualche sera dopo, Goren si trova di fronte ad una vecchia conoscenza, una truffatrice australiana che aveva ucciso molte persone, tra cui un rettore e la sua segretaria. Goren crede che la donna abbia orchestrato tutto per vendicarsi di lui e metterlo in cattiva luce per tutta la faccenda.
- Altri interpreti: Olivia d'Abo (Elizabeth Hitchens/Nicole Wallace), James McCaffey (Daniel Croydon).
- Il titolo originale dell'episodio A Person of Interest è un gioco di parole che ha due significati all'interno dell'episodio. Un sospetto, nominato dalla polizia come persona d'interesse, è uno scienziato del governo che lavora con l'antrace e sostiene falsamente un'esperienza di operazioni segrete. Questo terrorista domestico accusato potrebbe essere basato sul caso di Steven Hatfill. Inoltre, il ritorno di Nicole Wallace è interessante sia per i detective e sia per i telespettatori.
- Durante l'inchiesta, Goren e Eames affrontano Gavin Haynes nel suo ufficio, scoprendo che Wallace gli ha raccontato dell'appropriazione indebita di Elizabeth Hitchens e degli eventi precedenti che ha portato all'omicidio del rettore avvenuto nell'episodio Anti-tesi.
- In questo episodio scopriamo che Goren e Eames hanno scoperto che la Wallace ha incontrato il dottor Stern. Nell'episodio precedente la collezione di Stern prevedeva anche due grammi mancanti di antrace.